# Škrgonošci
Škrgonošci (лат. Branchiopoda) je klasa rakova. Ona obuhvata Anostraca, Cyclestherida, Cladocera, Notostraca i devonski Lepidocaris. Ovo su uglavnom male, slatkovodne životinje koje se hrane planktonom i detritusom.

## Ekologija
Među branhiopodima, samo su pojedine kladocere morske životinje; sve druge grupe su prisutne u kontinentalnoj svežoj vodi, uključujuči umerene bazene i slana jezera. Većina škrgonožaca jede plutajući detritus ili plankton, koji oni uzimaju koristeći sete na njihovim produžecima.

## Taksonomija
U ranim taksonomskim razmatranjima, sadašnji članovi Branchiopoda bili su svrstani u jedan rod, Monoculus. Takson Branchiopoda formulisao je Pjer Andre Latrej 1817. godine, inicijalno sa rangom reda.